# SMEAG
Ośrodek Badawczo-Rozwojowy Systemów Mechanizacji, Elektrotechniki i Automatyki Górniczej SMEAG, z siedzibą w Katowicach przy ul. Leopolda 31, był  państwową jednostką badawczo-rozwojową.

## Historia
Ośrodek Badawczo-Rozwojowy Systemów Mechanizacji, Elektrotechniki i Automatyki Górniczej SMEAG został utworzony 1 stycznia 1976 roku  (zgodnie z § 11 Zarządzenia nr 60 Ministerstwa Górnictwa i Energetyki z 30 grudnia 1975) jako zaplecze naukowo-badawcze Centrum Naukowo-Produkcyjnego Elektrotechniki i Automatyki Górniczej EMAG, które powstało z Zakładów Konstrukcyjno-Mechanizacyjnych Przemysłu Węglowego, do których wcielono piony automatyki Głównego Instytutu Górnictwa (GIG) i Głównego Biura Studiów i Projektów Przeróbki Węgla SEPARATOR.
W marcu 1982 roku Ośrodek Badawczo-Rozwojowy Systemów Mechanizacji, Elektrotechniki i Automatyki Górniczej SMEAG został wchłonięty przez Centrum Naukowo-Produkcyjne Elektrotechniki i Automatyki Górniczej EMAG (zgodnie z Zarządzeniem nr 17 Ministerstwa Górnictwa i Energetyki z 22 lutego 1982) i od kwietnia działał jako jego Pion Naukowo-Badawczym Elektrotechniki i Automatyki Górniczej, bez osobowości prawnej.

## Struktura
Struktura organizacyjna Ośrodka Badawczo-Rozwojowego Systemów Mechanizacji, Elektrotechniki i Automatyki Górniczej SMEAG obejmowała 3 piony:
- Naukowo-Badawczy,
- Ogólnotechniczny,
- Ekonomiczny,

zatrudniające przeszło 600 pracowników.
Działalność merytoryczną prowadziły zakłady naukowo-badawcze, zgrupowane tematycznie i zarządzane przez Głównych Inżynierów:
- Automatyzacji Dołowej (BD),
- Elektrotechniki (BE),
- Mechanizacji (BM),
- Systemów Sterowania (BS):

 – Zakład Urządzeń Kontroli Jakości (BS-1),
 – Zakład Automatyzacji Procesów Przeróbki (BS-2),
 – Zakład Systemów Sterowania (BS-3).

## Działalność
Patrz Centrum Naukowo-Produkcyjne Elektrotechniki i Automatyki Górniczej EMAG.